# Малингар
Малингар (енгл. Mullingar, ир. An Muileann gCearr) је град у Републици Ирској, у средишњем делу државе. Град је у саставу округа округа Вестмид и представља његово седиште и други по величини град.

## Природни услови
Град Малингар се налази у средишњем делу ирског острва и Републике Ирске и припада покрајини Ленстер. Град је удаљен 80 километара западно од Даблина. 
Малингар је смештен у равничарском подручју источне Ирске. Град се развио на реци Бросни, а око града има више мањих језера. Надморска висина средишњег дела града је 95-100 метара.
Клима: Клима у Малингару је умерено континентална са изразитим утицајем Атлантика и Голфске струје. Стога град одликује блага и веома променљива клима.

## Историја
Подручје Малингара било је насељено већ у време праисторије. Дато подручје је освојено од стране енглеских Нормана у крајем 12. века.
Малингар је од 1542. године главно место округа Вестмид, па му од тог времена расте значај. Током 17. века Малингар је учествовао у бурним временима око борби за власт над Енглеском. Ово је оштетило градску привреду. Међутим, прави суноврат привреде града десио се средином 19. века у време ирске глади.
Малингар је од 1921. године у саставу Републике Ирске. Опоравак града започео је тек последњих деценија, када је Малингар поново забележио нагли развој и раст.

## Становништво
Према последњим проценама из 2011. године. Малингар је имао око 9 хиљада становника у граду и око 16 хиљада у широј градској зони. Последњих година број становника у граду се повећава.

## Привреда
Малингар је био традиционално средиште трговања стоком, а овај обичај постојао све до најновијег времена. Последњих деценија градска привреда се махом заснива на пословању, трговини, услугама и развоју хај-тек индустрије.

## Збирка слика
- Дворац Белведере
- Споменик жртвама ирске глади
- Дворац Нокдрајн
- Стамбена новоградња